# 1040년

## 연호
- 북송(北宋) 보원(寶元) 3년 / 강정(康定) 원년
- 요(遼) 중희(重熙) 9년
- 일본(日本) 조랴쿠(長暦) 4년 / 조큐(長久) 원년
- 서하(西夏) 천수예법연조(天授禮法延祚) 3년
- 리 왕조(李朝) 깐푸흐우다오(建符有道) 2년

## 기년
- 고려(高麗) 정종(靖宗) 6년
- 북송(北宋) 인종(仁宗) 18년
- 요(遼) 흥종(興宗) 10년
- 서하(西夏) 경종(景宗) 9년
- 리 왕조(李朝) 태종(太宗) 13년